# Sugar Grove, Illinois
Sugar Grove là một làng thuộc quận Kane, tiểu bang Illinois, Hoa Kỳ. Năm 2010, dân số của làng này là 8997 người.

## Dân số
Dân số qua các năm:
- Năm 2000: 3909 người.
- Năm 2010: 8997 người.